# Píton-real
A píton-real (Python regius) é uma espécie de cobra entre as menores pítons do mundo, uma espécie tímida e reservada por natureza, pouco se sabe desta espécie em vida selvagem. São nativas da África Ocidental e Central, onde vivem em pastagens, matagais e florestas abertas. Esta constritora não venenosa é a menor das pítons africanas, crescendo até um comprimento máximo de 182 cm.